# 唐·爱德华兹旧金山湾国家野生动物保护区

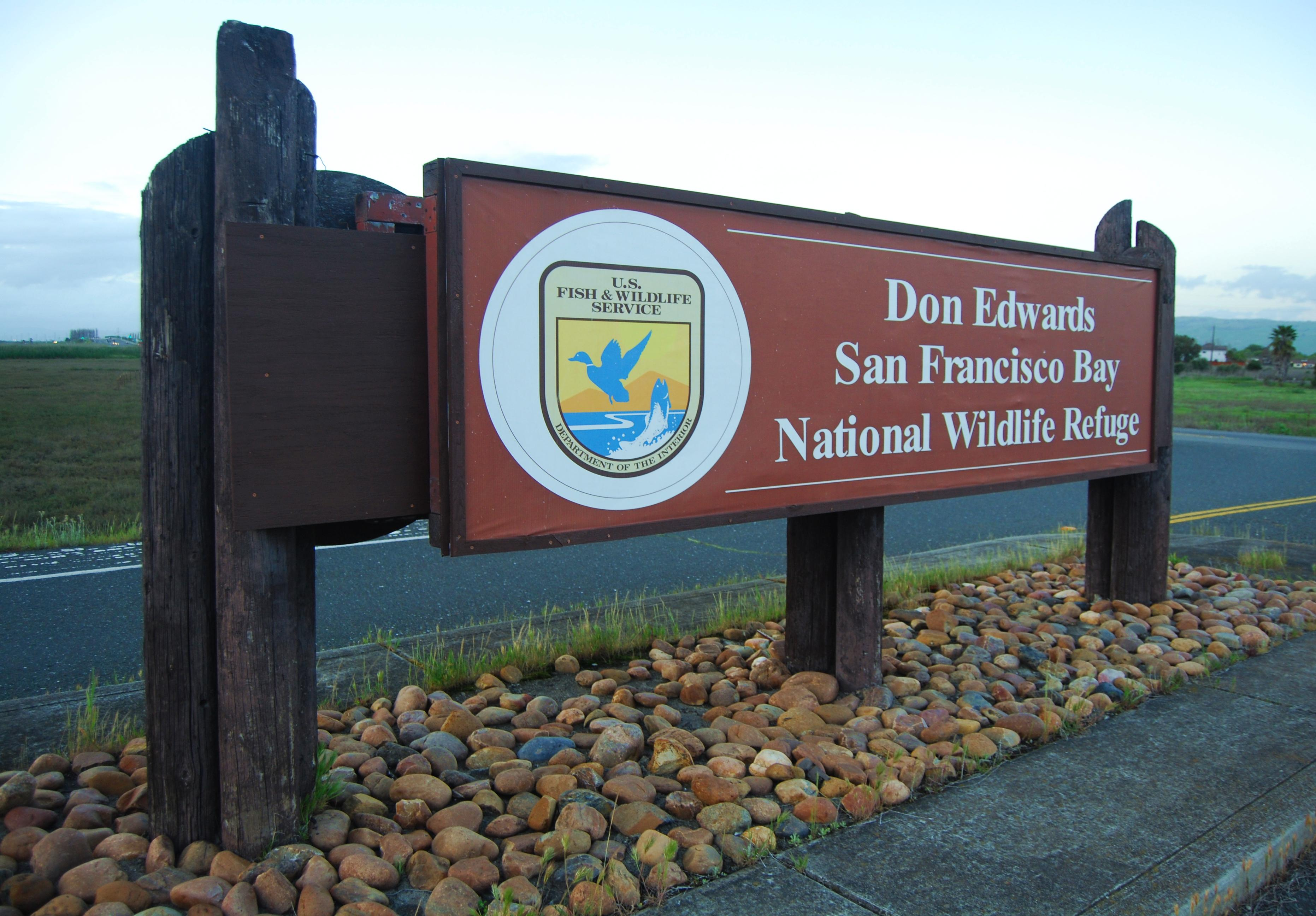
入口标志

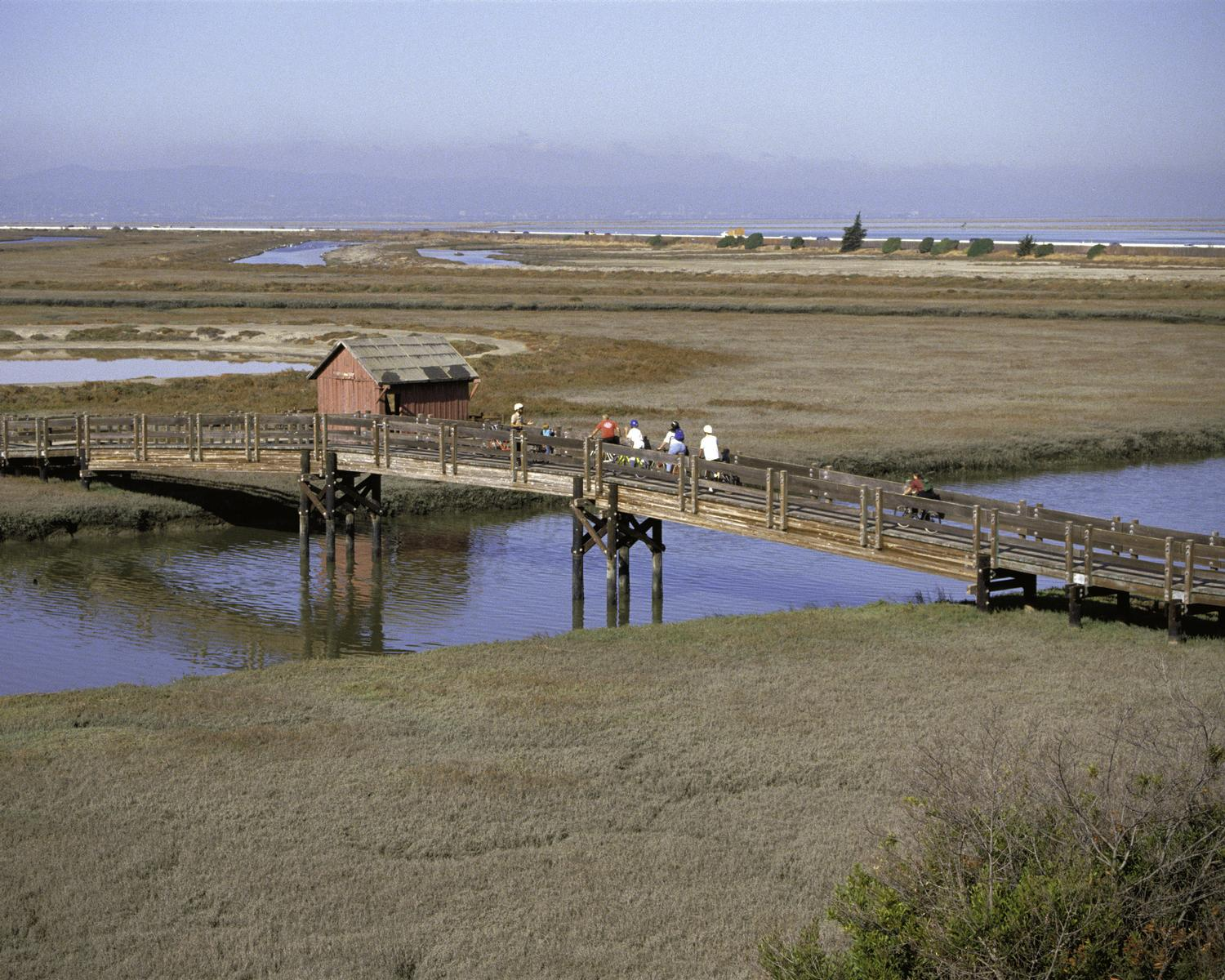
旧金山湾国家野生动物保护区

唐·爱德华兹旧金山湾国家野生动物保护区（英語：Don Edwards San Francisco Bay National Wildlife Refuge）是一个美国国家野生动物保护区，位于 加利福尼亚州旧金山湾南部。保护区游客中心位于阿拉梅达县紐華克。
保护区的大部分区域沿着邓巴顿大桥两岸，另外还包括圣马特奥县的拜尔岛。保护区的最南端是圣克拉拉县的北部。
保护区建立于1974年，是美国第一个建立在城市区域的野生动物保护区，用以保护野生动物栖息地，保护候鸟，保护受威胁和濒危物种，并且为周边的社区提供研究自然以及针对野生动物娱乐的机会。